# 2008年塞爾維亞國會選舉
2008年塞爾維亞國會選舉投票於2008年5月11日举行，選舉塞爾維亞國會議員。這次選舉距離上一次2007年塞爾維亞國會選舉僅一年。有6,749,886名合格選民能夠在8,682個投票站以及157個科索沃難民特別投票站投票。

## 背景
2008年2月17日，塞爾維亞南部科索沃和梅托希亞自治省單方面宣布獨立後，塞爾維亞政府經歷了數週的嚴重危機。科索沃獨立得到美國和許多歐盟國家的承認，導致塞爾維亞與欧美關係緊張。由于联合政府内的民主党和G17+联手反对塞爾維亞民主黨，2008年3月8日塞爾維亞總理沃伊斯拉夫·科什图尼察宣布政府已經垮台，他計劃提議請求總統解散議會，並安排於2008年5月11日舉行任期前議會選舉，3月13日總統鮑里斯·塔迪奇正式解散議會。

## 選舉制度
塞爾維亞國民議會的250 名成員在一個全國單一選區按比例代表制選舉產生，選舉門檻為5% ，少數民族的聯盟不須通過該門檻。

## 結果
| 政党                                      | 政党                        | 票数      | %      | 席数 | +/– |
| ----------------------------------------- | --------------------------- | --------- | ------ | ---- | --- |
|                                           | 民主党联盟                  | 1,590,200 | 39.25  | 102  | +15 |
|                                           | 塞尔维亚激进党              | 1,219,436 | 30.10  | 78   | –3  |
|                                           | 塞爾維亞民主黨 − 新塞爾維亞 | 480,987   | 11.87  | 30   | –13 |
|                                           | 塞爾維亞社會黨联盟          | 313,896   | 7.75   | 20   | +2  |
|                                           | 自由民主党联盟              | 216,902   | 5.35   | 13   | +2  |
|                                           | 匈牙利人联盟                | 74,874    | 1.85   | 4    | +1  |
|                                           | 桑札克名單                  | 38,148    | 0.94   | 2    | 0   |
|                                           | 塞尔维亚力量运动            | 22,250    | 0.55   | 0    | 0   |
|                                           | 普雷舍沃河谷阿爾巴尼亞聯盟  | 16,801    | 0.41   | 1    | 0   |
|                                           | 其他                        | 77,742    | 1.92   | 0    | 0   |
| 总共                                      | 总共                        | 4,051,236 | 100.00 | 250  | 0   |
|                                           |                             |           |        |      |     |
| 有效票数                                  | 有效票数                    | 4,051,236 | 97.87  |      |     |
| 无效及空白票数                            | 无效及空白票数              | 88,148    | 2.13   |      |     |
| 总票数                                    | 总票数                      | 4,139,384 | 100.00 |      |     |
| 已登记选民／投票率                        | 已登记选民／投票率          | 6,749,688 | 61.33  |      |     |
| 资料来源：Republican Electoral Commission |                             |           |        |      |     |

## 后续
选前塞尔维亚激进党表示将与塞爾維亞民主黨合作組成政府，塞爾維亞民主黨也表示不會再與民主党或G17+合作，并指控他們並不真正想保護塞尔维亚。另一方面，塞爾維亞社會黨选前表示希望与塞尔维亚激进党、塞爾維亞民主黨合作，但也不排除与民主党合作。經過漫長而艱難的談判，新的親西方政府於2008年7月7日由民主党联盟、塞爾維亞社會黨联盟与少数民族议员组成。米尔科·茨韦特科维奇成為新總理，他是民主黨支持的無黨派人士。
另外，美国介入塞尔维亚的选举。2008年2月17日，美國大使館在反對科索沃宣布獨立的抗議活動中被縱火後，卡梅倫·蒙特大使堅持阻止塞爾維亞民主黨的科什图尼察继续执政，因为科什图尼察被认为授权对美國大使館的攻击。蒙特幫助安排了塞尔维亚社會黨領導人伊維察·達契奇與民主党會面，以便让親西方聯盟成形。选后塞尔维亚社會黨确实加入親西方政府，达成美国干预塞尔维亚选举的意图。